# Конан (Сіґа)

Ко́нан (яп. 湖南市, こなんし, МФА: [koːnaɴ ɕi̥]?) — місто в Японії, в префектурі Сіґа. Розташоване в південній частині префектури, в центральній течії річки Ясу.   Виникло на основі постоялого містечка на Східноморському шляху. Отримало статус міста 2004 року. Площа становить 70,49 км². Станом на 1 серпня 2011 року населення складало 53 965  осіб, густота населення — 766 осіб/км².  Основою економіки є сільське господарство, лісова промисловість, харчова промисловість, комерція. Традиційні ремесла — гончарство, виробництво саке, фарбування тканин. В місті розташовані численні буддистські монастирі та синтоїстські святилища. 